# Hanne Passer
Hanne Bjerre Passer (født 29. marts 1943, død 28. december 2007) var en dansk tegner og billedkunstner.
Hanne Passer var oprindeligt bladtegner på Politiken, men blev for alvor kendt i offentligheden, da hun i 1970 blev gift med stjernen Dirch Passer. Hanne Passer tog derpå en pause fra Politiken, og parret fik sammen datteren Josefine Passer, men blev skilt igen i 1976. Hun genoptog herpå karrieren som bladtegner og illustrator. Senere bredte hun sig til andre kunstneriske områder med værker baseret på naturmaterialer, og sammen med sin datter etablerede Hanne Passer i 2000 et galleri, Passer og Passer, i København.

## Ekstern henvisning
1. ↑  Hanne Passer på gravsted.dk